# 富士市産業支援センター
富士市産業支援センター（ふじしさんぎょうしえんセンター）は、中小企業の経営相談や起業支援を目的に静岡県富士市が開設した支援センター。略称はエフビズ（f-Biz）。相談は無料。公的産業支援の新しいコンサルティングで、実際に約7割が売上増があったという。“行列のできる相談所”として注目を浴び9年間でのべ26,000件を超える相談が寄せられた。
f-Bizにならい中小企業を支援する「Biz（ビズ）モデル」「ご当地Biz」は、全国27市町（2021年10月時点、準備中含む）に拡大。f-Biz流ではない旧来の支援スタイルを行う各地の中小企業支援施設も「○○Biz」（〇〇は各所在地名）を名乗りだしている。

## 概要（エフビズ）
名称「f-Biz」のfはfujiの頭文字。BizはBusinessの略称。「人」による相談業務を中心に、金融や広告、デザイン、マーケティング、販路開拓、プロモーション、ブランディング、情報技術などの分野の専門家をスタッフに集めて支援を実施。コンサルティングで直接的に中小企業の売り上げを上げることに特化した相談所として成果を上げている。
地方創生で、お金をかけずに売上アップに繋がる、具体的な提案を行うスタイルで実績を積み上げた。利用対象は、経営上の課題を持った、あるいは新事業や創業を計画するあらゆる企業、団体、個人。夢にチャレンジする人や企業をサポートする拠点として、町工場、商店主、農家、福祉事業者、起業家、工業のみならず、商工農林など全産業業態の経営者が対象。

## 特徴（エフビズおよびご当地Biz）
強みや良いところを見つけ伸ばしていく姿勢を貫き、お金をかけることなく「セールスポイントを活かす」「ターゲットを絞る」「連携する」といった、知恵を出して売上を上げる支援を、ワンストップ・コンサルティングのスタイルで行なっている。
都市圏の経済規模および人口でも世界一である東京圏に人口が集まる、東京一極集中に対比し、地方（地域）産業の振興や移住（Uターン、Jターン、Iターン）の推進・支援などといった地域おこしの手法。ビジネスコンサルティングのモデル。
「知恵だし」を通じ、売上拡大に繋がった事例が多数生まれ、注目が集まったことで、地方創生問題に真剣に取り組む多くの自治体が、全国各地から続々とエフビズへ視察に訪れ、その手法が拡大。支援モデルとして、国の産業支援拠点「中小企業よろず支援拠点」や、愛知県岡崎市のOKa-Bizなど各地の地方自治体が展開。そのf-Biz流支援スタイルは、○○-Biz、ご当地Bizの原点となり、「f-Bizモデル」と呼ばれるようになった。

## 年表（エフビズおよびご当地Biz）
2008年
- 8月：f-Biz（えふビズ）「富士市産業支援センター」＠静岡県富士市（人口26万人）を開設。オープン月の相談件数は123件。

2009年
- 4月：「富士市発！ドリームキッチン・プロジェクト」開始。
- 10月：S-Biz（えすビズ）「すがも事業創造センター」＠東京都豊島区（人口29万人）を開設。

2010年
- 4月：としまビジネスサポートセンター＠東京都豊島区（人口29万人）を支援。
- 7月：K-Biz（けービズ）「くしろ起業サポート相談会」＠北海道釧路市（人口17万人）を支援。
- 月間約140件以上寄せられる相談に対し、新商品開発や新分野進出、販路開拓など個々の課題に即したサポートを実施。特別展示「f-Bizキャリア博」を開催。

2011年
- 6月：M-Biz（えむビズ）「牧之原市産業応援チーム」＠静岡県牧之原市（人口4.4万人）を支援。
- 7月：T-Biz（てぃービズ）「てぃーだビジネスサポート」＠沖縄県浦添市（人口11万人）を支援。

2012年
- 6月：A-Biz（えービズ）「熱海市チャレンジ応援センター」＠静岡県熱海市（人口3.6万人）を開設。

2013年
- 7月：起業家を育む都市型インキュベート施設「富士市産業支援センターf-Biz egg（エフビズエッグ）」開設。
- 10月：OKa-Biz（おかビズ）「岡崎ビジネスサポートセンター」＠愛知県岡崎市（人口38万人）を開設。

2014年
- 4月：松坂屋富士ギフトショップにf-Bizのコーナーが誕生
- 4月：練馬区ビジネスサポートセンター＠東京都練馬区（人口73万人）を支援。
- 5月：Ryu-Biz（りゅうビズ）「琉球銀行コンサルティング営業部」を支援。

2015年
- 4月：Ama-Biz（あまビズ）「天草市起業創業中小企業支援センター」＠熊本県天草市（人口7.9万人）を開設。
- 8月：各分野の第一線で活躍する女性たちによる支援チーム「f-Biz女性企業家応援事業」を結成。

2016年
- 6月：富士市アンテナショップ「富士の市」（東京都港区赤坂2-5-8 赤坂258ビル1F Mail Boxes Etc.(MBE)溜池山王店内）を民間運営の支援会社が開設。
- 7月：Seki-Biz（せきビズ）「関市ビジネスサポートセンター」＠岐阜県関市（人口8.7万人）を開設。
- 7月：Suso-Biz（すそビズ）「裾野市産業支援センター」＠静岡県裾野市（人口5.2万人）を開設。
- 7月：Sima-Biz（しまビズ）「新上五島町産業サポートセンター」＠長崎県南松浦郡新上五島町（人口1.8万人）を開設。
- 8月：起業支援内容をメニュー化したスタンプラリー形式でわかりやすい「ステップシート」を導入。
- 12月：Fuku-Biz（ふくビズ）「福山ビジネスサポートセンター」＠広島県福山市（人口46万人）を開設。

2017年
- 1月：ひむか-Biz（ひむかビズ）「日向市産業支援センター」＠宮崎県日向市（人口6.1万人）を開設。
- 2月：D-Biz（ディービズ）「大東ビジネス創造センター」＠大阪府大東市（人口12万人）を開設。
- 3月：N-Biz（エヌビズ）「直鞍ビジネス支援センター」＠福岡県直方市（人口5.6万人）を開設。
- 6月：来場相談、過去最高に 昨年度の運営実績に。来場相談件数は4,389件（前年度比4.4％増）創業の実現件数も最多の50件を記録。目的別では、販路拡大（2,732件）が6割を超えて最多。創業808件▽事業全般340件▽新製品開発250件の順。
- 7月：O-Biz（オービズ）「大村市産業支援センター」＠長崎県大村市（人口9.3万人）を開設。
- 8月：全国Biz自治体交流大会「Biz版 地方創生会議＠静岡県富士市ロゼシアター」開催。
- 8月：Iki-Biz（イキビズ）「壱岐しごとサポートセンター」＠長崎県壱岐市（人口2.6万人）を開設。
- 9月：全国各地から特選「第1回ビズフェア」開催。
- 11月：らづ-Biz「木更津市産業・創業支援センター」＠千葉県木更津市（人口13万人）を支援（開設は2015年10月）。
- 11月：全国各地から特選「第2回ビズフェア」開催。
- 12月：おおなんBiz（おおなんビズ）「邑南町しごとづくりセンター」＠島根県邑智郡邑南町（人口1.0万人）を開設。

2018年
- 1月：ドッコイセ！-Biz（どっこいせビズ）「福知山産業支援センター」＠京都府福知山市（人口7.8万人）を開設。
- 6月：「釧路市ビジネスサポートセンター・センター長」＠北海道釧路市（人口17万人）を開設。
- 6月：Gaki-Biz（がきビス）「大垣ビジネスサポートセンター」＠岐阜県大垣市（人口15万人）を開設。
- 7月：Hitoyoshi-Biz（ひとよしビズ）「人吉起業創業・中小企業支援センター」＠熊本県人吉市（人口3.3万人）を開設。

## 運営会社の不祥事
2020年3月、f-Bizを委託運営していた株式会社イドム（代表はf-bizセンター長を兼任）が派遣していた専門家が金銭を不正受給していた問題が発覚した。経済産業省は上記の専門家に不正があったとして専門家登録（専門家派遣事業による）からの取り消しを行った。
これを受けて富士市は調査を行い、同社の管理責任を認定し
、結果株式会社イドムとの契約を2020年6月末で解除することを同年5月に発表した。また同社は専門家らの不正を認めている。

## スタッフ（エフビズ）
起業支援家として最高栄誉となるJapan Venture Awards 2004 起業支援家部門（主催：創業・ベンチャー国民フォーラム）の経済産業大臣表彰を2005年に受賞した、小出宗昭が2008年8月、静岡銀行を退職しセンター長として就任。企業支援家のセンター長を中心に、中小企業診断士、経営コーディネーター、6次産業化プロデューサー、デザイナー、クリエイティブディレクター、マーケティングディレクター、プロジェクトマネージャーなどの専門家集団で構成。更にスペシャルゲストメンバーとして、B-1グランプリで地域商材のブランド化を成し遂げた富士宮やきそば学会会長の渡邉英彦など多彩なチームで、中小企業の再生や創業支援を通じて地域活性化を図る。ウェブマーケティングアドバイザーとして浜松市のはまぞうから新村汐里が入社。（現在は退社し福山市ビジネスサポートセンターへ就任）